# Michael Umaña
Michael Umaña Corrales (Santa Ana, 1982. július 16. –) Costa Rica-i válogatott labdarúgó.

## Sikerek
Los Angeles Galaxy
- Lamar Hunt US Open Cup (1): 2005
- MLS Cup (1): 2005
- MLS Western Conference Championship (1): 2005

## Fordítás
Ez a szócikk részben vagy egészben  a   Michael Umaña című angol Wikipédia-szócikk fordításán alapul.  Az eredeti cikk szerkesztőit annak laptörténete sorolja fel. Ez a jelzés csupán a megfogalmazás eredetét és a szerzői jogokat jelzi, nem szolgál a cikkben szereplő információk forrásmegjelöléseként.